# 683
683 (DCLXXXIII) fue un año común comenzado en jueves del calendario juliano, en vigor en aquella fecha.

## Acontecimientos
- 4 de noviembre: En España se Inicia el XIII Concilio de Toledo.
- Batalla de Siffin: la llamada «gran guerra civil» árabe que divididió el islamismo en tres grupos: Sunismo, Chiismo y Jariyismo.
- Floresindo, arzobispo de Sevilla.

## Nacimientos
- Monmu, emperador del Japón.
- Yi Xing, astrónomo chino.

## Fallecimientos
- 3 de julio: León II, papa italiano.
- 28 de agosto: Pakal el Grande, gobernante maya (n. 603).